# Wadicosa intermediata
Espèce
Wadicosa intermediata est une espèce d'araignées aranéomorphes de la famille des Lycosidae.

## Distribution
Cette espèce est endémique du Kerala en Inde,. Elle se rencontre dans le district d'Idukki vers Kottappara.

## Description
Le mâle holotype mesure 5,51 mm et la femelle paratype 6,62 mm.

## Systématique et taxinomie
Cette espèce a été décrite par Abhijith et Sudhikumar en 2024.

## Publication originale
- Abhijith & Sudhikumar, 2024 : « A new wolf spider species of Wadicosa (Araneae, Lycosidae) from Western Ghats of India. » Travaux du Muséum National d’Histoire Naturelle Grigore Antipa, vol. 67, no 2, p. 173-181.